# شاؤول عمور
شاؤول عمور (بالعبرية: שאול עמור) (24 ديسمبر 1940 - 2 أكتوبر 2004) هو سياسي إسرائيلي شغل منصب وزير بلا حقيبة في الفترة بين يناير ويوليو 1999.

## السيرة الذاتية
وُلِد عمور في أبي الجعد عام 1940، وقدِم إلى إسرائيل عام 1956 ضمن عليا. درس في معهد العمل الاجتماعي في حيفا، وشغل منصب رئيس بلدية مجدال هعيمق.
في عام 1988، تم انتخابه عضواً في الكنيست على قائمة الليكود. وقد أُعِيد انتخابه في عامي 1992 و1996، وفي 20 يناير 1999، أصبح وزيراً بدون حقيبة. ومع ذلك، فقد مقعده في انتخابات مايو 1999، وبعد ذلك فقد منصبه الوزاري.

## وصلات خارجية
- شاؤول عمور على الموقع الإلكتروني للكنيست